# Orthemis schmidti
Orthemis schmidti is een libellensoort uit de familie van de korenbouten (Libellulidae), onderorde echte libellen (Anisoptera).
De wetenschappelijke naam Orthemis schmidti is voor het eerst geldig gepubliceerd in 1950 door Karl-F. Buchholz.